# 参議院議員一覧
参議院議員一覧（さんぎいんぎいんいちらん）は日本の参議院議員の一覧である。参議院議員の任期は6年で、3年ごとに総定数の半数が改選される（日本国憲法第46条、第102条）。
参議院の定数は、選挙区選出議員148名と比例代表選出議員100名の計248名で構成される。
選挙区選出議員148名の半数74名と比例代表選出議員100名の半数50名の計124名が、3年ごとに交互に改選されていくという仕組みである。
また、衆議院解散で一斉に失職する衆議院議員とは異なり、参議院には解散がない。このため、衆参同日選挙が行われている場合でさえ非改選組の参議院議員（参議院議員の半数）が国会に存在し得ることになり、国会法第3条「臨時会の召集の決定を要求するには、いずれかの議院の総議員の4分の1以上の議員が連名で、議長を経由して内閣に要求書を提出しなければならない。」などの規定により何らかの非常事態の場合に非改選組の参議院議員だけでも国権の最高機関たる国会を機能させ得るようになっている。

## 任期
| 任期の始期               | 任期満了日                | 備考                                           |
| ------------------------ | ------------------------- | ---------------------------------------------- |
| 2022年（令和4年）7月26日 | 2028年（令和10年）7月25日 | 第26回参議院議員通常選挙で選出された議員の任期 |
| 2025年（令和7年）7月29日 | 2031年（令和13年）7月28日 | 第27回参議院議員通常選挙で選出された議員の任期 |

## 会派別所属議員数
|                                |                        |                              |              |              |              |        |
| 会派名                         | 会派名                 | 所属党派                     | 党派別議員数 | 議席数       | 議席数       | 議席数 |
| 会派名                         | 会派名                 | 所属党派                     | 党派別議員数 | 第26回 選出  | 第27回 選出  | 合計   |
| 与党                           | 与党                   | 与党                         | 与党         | 与党         | 与党         | 121    |
|                                | 自由民主党             | 自由民主党                   | 100          | 61           | 39           | 100    |
|                                | 公明党                 | 公明党                       | 21           | 13           | 8            | 21     |
| 野党                           | 野党                   | 野党                         | 野党         | 野党         | 野党         | 118    |
|                                | 立憲民主・社民・無所属 | 立憲民主党                   | 37           | 15           | 22           | 42     |
| 社会民主党                     | 立憲民主・社民・無所属 | 2                            | 1            | 1            |              | 42     |
| 無所属                         | 立憲民主・社民・無所属 | 3                            | 1            | 2            |              | 42     |
|                                | 国民民主党・新緑風会   | 国民民主党                   | 22           | 5            | 17           | 25     |
| 無所属                         | 国民民主党・新緑風会   | 3                            | 2            | 1            |              | 25     |
|                                | 日本維新の会           | 日本維新の会                 | 19           | 12           | 7            | 19     |
|                                | 参政党                 | 参政党                       | 15           | 1            | 14           | 15     |
|                                | 日本共産党             | 日本共産党                   | 7            | 4            | 3            | 7      |
|                                | れいわ新選組           | れいわ新選組                 | 6            | 3            | 3            | 6      |
|                                | 沖縄の風               | 無所属                       | 2            | 1            | 1            | 2      |
|                                | 日本保守党             | 日本保守党                   | 2            | 0            | 2            | 2      |
| 無所属・欠員                   | 無所属・欠員           | 無所属・欠員                 | 無所属・欠員 | 無所属・欠員 | 無所属・欠員 | 9      |
|                                | 各派に属しない議員     | 議長: 関口昌一（自由民主党） | 1            | 1            | 0            | 9      |
| 副議長: 福山哲郎（立憲民主党） | 各派に属しない議員     | 1                            | 1            | 0            |              | 9      |
| チームみらい                   | 各派に属しない議員     | 1                            | 0            | 1            |              | 9      |
| 無所属                         | 各派に属しない議員     | 6                            | 2            | 4            |              | 9      |
| 合計                           | 合計                   | 合計                         | 合計         | 124          | 124          | 248    |
| 表示 ノート 編集 履歴          |                        |                              |              |              |              |        |

## 選挙区選出議員
- 2025年（令和7年）7月29日現在[2]。無所属で別に所属会派がある場合「／」の後に所属会派を表記。単に無所属としている議員は「各派に属しない議員」扱いとなる。

| 選挙区                   | 任期満了年          | 議員氏名                                  | 議員氏名                                    | 議員氏名                |
| ------------------------ | ------------------- | ----------------------------------------- | ------------------------------------------- | ----------------------- |
| 北海道 （定数6）         | 2028年 （令和10年） | 長谷川岳 （自由民主党）                   | 徳永エリ （立憲民主党）                     | 船橋利実 （自由民主党） |
| 北海道 （定数6）         | 2031年 （令和13年） | 高橋はるみ （自由民主党）                 | 勝部賢志 （立憲民主党）                     | 岩本剛人 （自由民主党） |
| 青森県 （定数2）         | 2028年 （令和10年） | 田名部匡代 （立憲民主党）                 |                                             |                         |
| 青森県 （定数2）         | 2031年 （令和13年） | 福士珠美 （立憲民主党）                   |                                             |                         |
| 岩手県 （定数2）         | 2028年 （令和10年） | 木戸口英司 （立憲民主党）                 |                                             |                         |
| 岩手県 （定数2）         | 2031年 （令和13年） | 横澤高徳 （立憲民主党）                   |                                             |                         |
| 宮城県 （定数2）         | 2028年 （令和10年） | 桜井充 （自由民主党）                     |                                             |                         |
| 宮城県 （定数2）         | 2031年 （令和13年） | 石垣のりこ （立憲民主党）                 |                                             |                         |
| 秋田県 （定数2）         | 2028年 （令和10年） | 石井浩郎 （自由民主党）                   |                                             |                         |
| 秋田県 （定数2）         | 2031年 （令和13年） | 寺田静 （無所属）                         |                                             |                         |
| 山形県 （定数2）         | 2028年 （令和10年） | 舟山康江 （国民民主党）                   |                                             |                         |
| 山形県 （定数2）         | 2031年 （令和13年） | 芳賀道也 （無所属／国民民主党・新緑風会） |                                             |                         |
| 福島県 （定数2）         | 2028年 （令和10年） | 星北斗 （自由民主党）                     |                                             |                         |
| 福島県 （定数2）         | 2031年 （令和13年） | 森まさこ （自由民主党）                   |                                             |                         |
| 茨城県 （定数4）         | 2028年 （令和10年） | 加藤明良 （自由民主党）                   | 堂込麻紀子 （無所属／国民民主党・新緑風会） |                         |
| 茨城県 （定数4）         | 2031年 （令和13年） | 上月良祐 （自由民主党）                   | 櫻井祥子 （参政党）                         |                         |
| 栃木県 （定数2）         | 2028年 （令和10年） | 上野通子 （自由民主党）                   |                                             |                         |
| 栃木県 （定数2）         | 2031年 （令和13年） | 高橋克法 （自由民主党）                   |                                             |                         |
| 群馬県 （定数2）         | 2028年 （令和10年） | 中曽根弘文 （自由民主党）                 |                                             |                         |
| 群馬県 （定数2）         | 2031年 （令和13年） | 清水真人 （自由民主党）                   |                                             |                         |
| 埼玉県 （定数8）         | 2028年 （令和10年） | 関口昌一 （自由民主党）                   | 上田清司 （無所属／国民民主党・新緑風会）   | 西田実仁 （公明党）     |
| 埼玉県 （定数8）         | 2028年 （令和10年） | 高木真理 （立憲民主党）                   |                                             |                         |
| 埼玉県 （定数8）         | 2031年 （令和13年） | 古川俊治 （自由民主党）                   | 江原久美子 （国民民主党）                   | 熊谷裕人 （立憲民主党） |
| 埼玉県 （定数8）         | 2031年 （令和13年） | 大津力 （参政党）                         |                                             |                         |
| 千葉県 （定数6）         | 2028年 （令和10年） | 臼井正一 （自由民主党）                   | 猪口邦子 （自由民主党）                     | 小西洋之 （立憲民主党） |
| 千葉県 （定数6）         | 2031年 （令和13年） | 小林さやか （国民民主党）                 | 長浜博行 （立憲民主党）                     | 石井準一 （自由民主党） |
| 東京都 （定数12）        | 2028年 （令和10年） | 朝日健太郎 （自由民主党）                 | 竹谷とし子 （公明党）                       | 山添拓 （日本共産党）   |
| 東京都 （定数12）        | 2028年 （令和10年） | 生稲晃子 （自由民主党）                   | 山本太郎 （れいわ新選組）                   | 塩村文夏 （立憲民主党） |
| 東京都 （定数12）        | 2031年 （令和13年） | 鈴木大地 （自由民主党）                   | 塩入清香 （参政党）                         | 牛田茉友 （国民民主党） |
| 東京都 （定数12）        | 2031年 （令和13年） | 川村雄大 （公明党）                       | 奥村祥大 （国民民主党）                     | 吉良佳子 （日本共産党） |
| 神奈川県 （定数8）       | 2028年 （令和10年） | 三原じゅん子 （自由民主党）               | 松沢成文 （日本維新の会）                   | 三浦信祐 （公明党）     |
| 神奈川県 （定数8）       | 2028年 （令和10年） | 浅尾慶一郎 （自由民主党）                 |                                             |                         |
| 神奈川県 （定数8）       | 2031年 （令和13年） | 牧山弘恵 （立憲民主党）                   | 籠島彰宏 （国民民主党）                     | 脇雅昭 （自由民主党）   |
| 神奈川県 （定数8）       | 2031年 （令和13年） | 初鹿野裕樹 （参政党）                     |                                             |                         |
| 新潟県 （定数2）         | 2028年 （令和10年） | 小林一大 （自由民主党）                   |                                             |                         |
| 新潟県 （定数2）         | 2031年 （令和13年） | 打越さく良 （立憲民主党）                 |                                             |                         |
| 富山県 （定数2）         | 2028年 （令和10年） | 野上浩太郎 （自由民主党）                 |                                             |                         |
| 富山県 （定数2）         | 2031年 （令和13年） | 庭田幸恵 （国民民主党）                   |                                             |                         |
| 石川県 （定数2）         | 2028年 （令和10年） | 岡田直樹 （自由民主党）                   |                                             |                         |
| 石川県 （定数2）         | 2031年 （令和13年） | 宮本周司 （自由民主党）                   |                                             |                         |
| 福井県 （定数2）         | 2028年 （令和10年） | 山崎正昭 （自由民主党）                   |                                             |                         |
| 福井県 （定数2）         | 2031年 （令和13年） | 滝波宏文 （自由民主党）                   |                                             |                         |
| 山梨県 （定数2）         | 2028年 （令和10年） | 永井学 （自由民主党）                     |                                             |                         |
| 山梨県 （定数2）         | 2031年 （令和13年） | 後藤斎 （国民民主党）                     |                                             |                         |
| 長野県 （定数2）         | 2028年 （令和10年） | 杉尾秀哉 （立憲民主党）                   |                                             |                         |
| 長野県 （定数2）         | 2031年 （令和13年） | 羽田次郎 （立憲民主党）                   |                                             |                         |
| 岐阜県 （定数2）         | 2028年 （令和10年） | 渡辺猛之 （自由民主党）                   |                                             |                         |
| 岐阜県 （定数2）         | 2031年 （令和13年） | 若井敦子 （自由民主党）                   |                                             |                         |
| 静岡県 （定数4）         | 2028年 （令和10年） | 若林洋平 （自由民主党）                   | 平山佐知子 （無所属）                       |                         |
| 静岡県 （定数4）         | 2031年 （令和13年） | 榛葉賀津也 （国民民主党）                 | 牧野京夫 （自由民主党）                     |                         |
| 愛知県 （定数8）         | 2028年 （令和10年） | 藤川政人 （自由民主党）                   | 里見隆治 （公明党）                         | 斎藤嘉隆 （立憲民主党） |
| 愛知県 （定数8）         | 2028年 （令和10年） | 伊藤孝恵 （国民民主党）                   |                                             |                         |
| 愛知県 （定数8）         | 2031年 （令和13年） | 水野孝一 （国民民主党）                   | 田島麻衣子 （立憲民主党）                   | 杉本純子 （参政党）     |
| 愛知県 （定数8）         | 2031年 （令和13年） | 酒井庸行 （自由民主党）                   |                                             |                         |
| 三重県 （定数2）         | 2028年 （令和10年） | 山本佐知子 （自由民主党）                 |                                             |                         |
| 三重県 （定数2）         | 2031年 （令和13年） | 小島智子 （立憲民主党）                   |                                             |                         |
| 滋賀県 （定数2）         | 2028年 （令和10年） | 小鑓隆史 （自由民主党）                   |                                             |                         |
| 滋賀県 （定数2）         | 2031年 （令和13年） | 宮本和宏 （自由民主党）                   |                                             |                         |
| 京都府 （定数4）         | 2028年 （令和10年） | 吉井章 （自由民主党）                     | 福山哲郎 （立憲民主党）                     |                         |
| 京都府 （定数4）         | 2031年 （令和13年） | 新実彰平 （日本維新の会）                 | 西田昌司 （自由民主党）                     |                         |
| 大阪府 （定数8）         | 2028年 （令和10年） | 高木佳保里 （日本維新の会）               | 松川るい （自由民主党）                     | 浅田均 （日本維新の会） |
| 大阪府 （定数8）         | 2028年 （令和10年） | 石川博崇 （公明党）                       |                                             |                         |
| 大阪府 （定数8）         | 2031年 （令和13年） | 佐々木理江 （日本維新の会）               | 岡崎太 （日本維新の会）                     | 杉久武 （公明党）       |
| 大阪府 （定数8）         | 2031年 （令和13年） | 宮出千慧 （参政党）                       |                                             |                         |
| 兵庫県 （定数6）         | 2028年 （令和10年） | 片山大介 （日本維新の会）                 | 末松信介 （自由民主党）                     | 伊藤孝江 （公明党）     |
| 兵庫県 （定数6）         | 2031年 （令和13年） | 泉房穂 （無所属／立憲民主・社民・無所属） | 高橋光男 （公明党）                         | 加田裕之 （自由民主党） |
| 奈良県 （定数2）         | 2028年 （令和10年） | 佐藤啓 （自由民主党）                     |                                             |                         |
| 奈良県 （定数2）         | 2031年 （令和13年） | 堀井巌 （自由民主党）                     |                                             |                         |
| 和歌山県 （定数2）       | 2028年 （令和10年） | 鶴保庸介 （自由民主党）                   |                                             |                         |
| 和歌山県 （定数2）       | 2031年 （令和13年） | 望月良男 （無所属）                       |                                             |                         |
| 鳥取県・島根県 （定数2） | 2028年 （令和10年） | 青木一彦 （自由民主党）                   |                                             |                         |
| 鳥取県・島根県 （定数2） | 2031年 （令和13年） | 出川桃子 （自由民主党）                   |                                             |                         |
| 岡山県 （定数2）         | 2028年 （令和10年） | 小野田紀美 （自由民主党）                 |                                             |                         |
| 岡山県 （定数2）         | 2031年 （令和13年） | 小林孝一郎 （自由民主党）                 |                                             |                         |
| 広島県 （定数4）         | 2028年 （令和10年） | 宮澤洋一 （自由民主党）                   | 三上絵里 （無所属／立憲民主・社民・無所属） |                         |
| 広島県 （定数4）         | 2031年 （令和13年） | 西田英範 （自由民主党）                   | 森本真治 （立憲民主党）                     |                         |
| 山口県 （定数2）         | 2028年 （令和10年） | 江島潔 （自由民主党）                     |                                             |                         |
| 山口県 （定数2）         | 2031年 （令和13年） | 北村経夫 （自由民主党）                   |                                             |                         |
| 徳島県・高知県 （定数2） | 2028年 （令和10年） | 中西祐介 （自由民主党）                   |                                             |                         |
| 徳島県・高知県 （定数2） | 2031年 （令和13年） | 広田一 （無所属／立憲民主・社民・無所属） |                                             |                         |
| 香川県 （定数2）         | 2028年 （令和10年） | 磯﨑仁彦 （自由民主党）                   |                                             |                         |
| 香川県 （定数2）         | 2031年 （令和13年） | 原田秀一 （国民民主党）                   |                                             |                         |
| 愛媛県 （定数2）         | 2028年 （令和10年） | 山本順三 （自由民主党）                   |                                             |                         |
| 愛媛県 （定数2）         | 2031年 （令和13年） | 永江孝子 （無所属）                       |                                             |                         |
| 福岡県 （定数6）         | 2028年 （令和10年） | 大家敏志 （自由民主党）                   | 古賀之士 （立憲民主党）                     | 秋野公造 （公明党）     |
| 福岡県 （定数6）         | 2031年 （令和13年） | 松山政司 （自由民主党）                   | 中田優子 （参政党）                         | 下野六太 （公明党）     |
| 佐賀県 （定数2）         | 2028年 （令和10年） | 福岡資麿 （自由民主党）                   |                                             |                         |
| 佐賀県 （定数2）         | 2031年 （令和13年） | 山下雄平 （自由民主党）                   |                                             |                         |
| 長崎県 （定数2）         | 2028年 （令和10年） | 山本啓介 （自由民主党）                   |                                             |                         |
| 長崎県 （定数2）         | 2031年 （令和13年） | 古賀友一郎 （自由民主党）                 |                                             |                         |
| 熊本県 （定数2）         | 2028年 （令和10年） | 松村祥史 （自由民主党）                   |                                             |                         |
| 熊本県 （定数2）         | 2031年 （令和13年） | 馬場成志 （自由民主党）                   |                                             |                         |
| 大分県 （定数2）         | 2028年 （令和10年） | 古庄玄知 （自由民主党）                   |                                             |                         |
| 大分県 （定数2）         | 2031年 （令和13年） | 吉田忠智 （立憲民主党）                   |                                             |                         |
| 宮崎県 （定数2）         | 2028年 （令和10年） | 松下新平 （自由民主党）                   |                                             |                         |
| 宮崎県 （定数2）         | 2031年 （令和13年） | 山内佳菜子 （立憲民主党）                 |                                             |                         |
| 鹿児島県 （定数2）       | 2028年 （令和10年） | 野村哲郎 （自由民主党）                   |                                             |                         |
| 鹿児島県 （定数2）       | 2031年 （令和13年） | 尾辻朋実 （無所属）                       |                                             |                         |
| 沖縄県 （定数2）         | 2028年 （令和10年） | 伊波洋一 （無所属／沖縄の風）             |                                             |                         |
| 沖縄県 （定数2）         | 2031年 （令和13年） | 高良沙哉 （無所属／沖縄の風）             |                                             |                         |

## 比例代表選出議員
- 2025年（令和6年）7月29日現在[2]。

| 2028年（令和10年）7月25日任期満了 | 2028年（令和10年）7月25日任期満了 | 2028年（令和10年）7月25日任期満了 | 2028年（令和10年）7月25日任期満了 | 2028年（令和10年）7月25日任期満了 | 2028年（令和10年）7月25日任期満了 |
| --- | --------------------------------- | --------------------------------- | --------------------------------- | --------------------------------- | --------------------------------- |
| 自由民主党（18） | 青山繁晴                          | 赤松健                            | 阿達雅志                          | 井上義行                          | 今井絵理子                        |
| 自由民主党（18） | 小川克巳                          | 越智俊之                          | 梶原大介                          | 片山さつき                        | 神谷政幸                          |
| 自由民主党（18） | 自見英子                          | 進藤金日子                        | 友納理緒                          | 長谷川英晴                        | 藤井一博                          |
| 自由民主党（18） | 藤木眞也                          | 山田宏                            | 山谷えり子                        |                                   |                                   |
| 日本維新の会（8） | 青島健太                          | 石井章                            | 石井苗子                          | 猪瀬直樹                          | 金子道仁                          |
| 日本維新の会（8） | 串田誠一                          | 中条きよし                        | 松野明美                          |                                   |                                   |
| 立憲民主・社民・無所属（8） | 青木愛                            | 石橋通宏                          | 鬼木誠                            | 古賀千景                          | 柴慎一                            |
| 立憲民主・社民・無所属（8） | 辻元清美                          | 福島瑞穂                          | 村田享子                          |                                   |                                   |
| 公明党（6） | 上田勇                            | 窪田哲也                          | 竹内真二                          | 谷合正明                          | 宮崎勝                            |
| 公明党（6） | 横山信一                          |                                   |                                   |                                   |                                   |
| 日本共産党（3） | 岩渕友                            | 大門実紀史                        | 仁比聡平                          |                                   |                                   |
| 国民民主党・新緑風会（3） | 川合孝典                          | 竹詰仁                            | 濱口誠                            |                                   |                                   |
| れいわ新選組（2） | 大島九州男                        | 天畠大輔                          |                                   |                                   |                                   |
| 参政党（1） | 神谷宗幣                          |                                   |                                   |                                   |                                   |
| 各派に属しない議員（1） | 齊藤健一郎                        |                                   |                                   |                                   |                                   |
| 2022年（令和4年）改選時 - 自由民主党18、日本維新の会8、立憲民主党7、公明党6、日本共産党3、国民民主党3、れいわ新選組2、参政党1、社会民主党1、NHK党1 |                                   |                                   |                                   |                                   |                                   |

| 2031年（令和13年）7月28日任期満了 | 2031年（令和13年）7月28日任期満了 | 2031年（令和13年）7月28日任期満了 | 2031年（令和13年）7月28日任期満了 | 2031年（令和13年）7月28日任期満了 | 2031年（令和13年）7月28日任期満了 |
| --- | --------------------------------- | --------------------------------- | --------------------------------- | --------------------------------- | --------------------------------- |
| 自由民主党（12） | 有村治子                          | 石田昌宏                          | 犬童周作                          | 釜萢敏                            | 見坂茂範                          |
| 自由民主党（12） | 鈴木宗男                          | 橋本聖子                          | 東野秀樹                          | 福山守                            | 本田顕子                          |
| 自由民主党（12） | 舞立昇治                          | 山田太郎                          |                                   |                                   |                                   |
| 立憲民主・社民・無所属（8） | 小沢雅仁                          | 岸真紀子                          | 郡山玲                            | 水岡俊一                          | 森裕子                            |
| 立憲民主・社民・無所属（8） | 吉川沙織                          | ラサール石井                      | 蓮舫                              |                                   |                                   |
| 国民民主党・新緑風会（7） | 足立康史                          | 礒崎哲史                          | 伊藤辰夫                          | 田村麻美                          | 浜野喜史                          |
| 国民民主党・新緑風会（7） | 平戸航太                          | 山田吉彦                          |                                   |                                   |                                   |
| 参政党（7） | 安達悠司                          | 安藤裕                            | 岩本麻奈                          | 梅村みずほ                        | 後藤翔太                          |
| 参政党（7） | 松田学                            | 山中泉                            |                                   |                                   |                                   |
| 公明党（4） | 佐々木雅文                        | 原田大二郎                        | 平木大作                          | 司隆史                            |                                   |
| 日本維新の会（4） | 石井めぐみ                        | 嘉田由紀子                        | 柴田巧                            | 石平                              |                                   |
| れいわ新選組（3） | 伊勢崎賢治                        | 奥田芙美代                        | 木村英子                          |                                   |                                   |
| 日本保守党（2） | 北村晴男                          | 百田尚樹                          |                                   |                                   |                                   |
| 日本共産党（2） | 小池晃                            | 白川容子                          |                                   |                                   |                                   |
| 各派に属しない議員（1） | 安野貴博                          |                                   |                                   |                                   |                                   |
| 2025年（令和7年）改選時 - 自由民主党12、国民民主党7、参政党7、立憲民主党7、公明党4、日本維新の会4、れいわ新選組3、日本保守党2、日本共産党2、チームみらい1、社会民主党1 |                                   |                                   |                                   |                                   |                                   |